# Eröffnungsfeier der Olympischen Winterspiele 2022

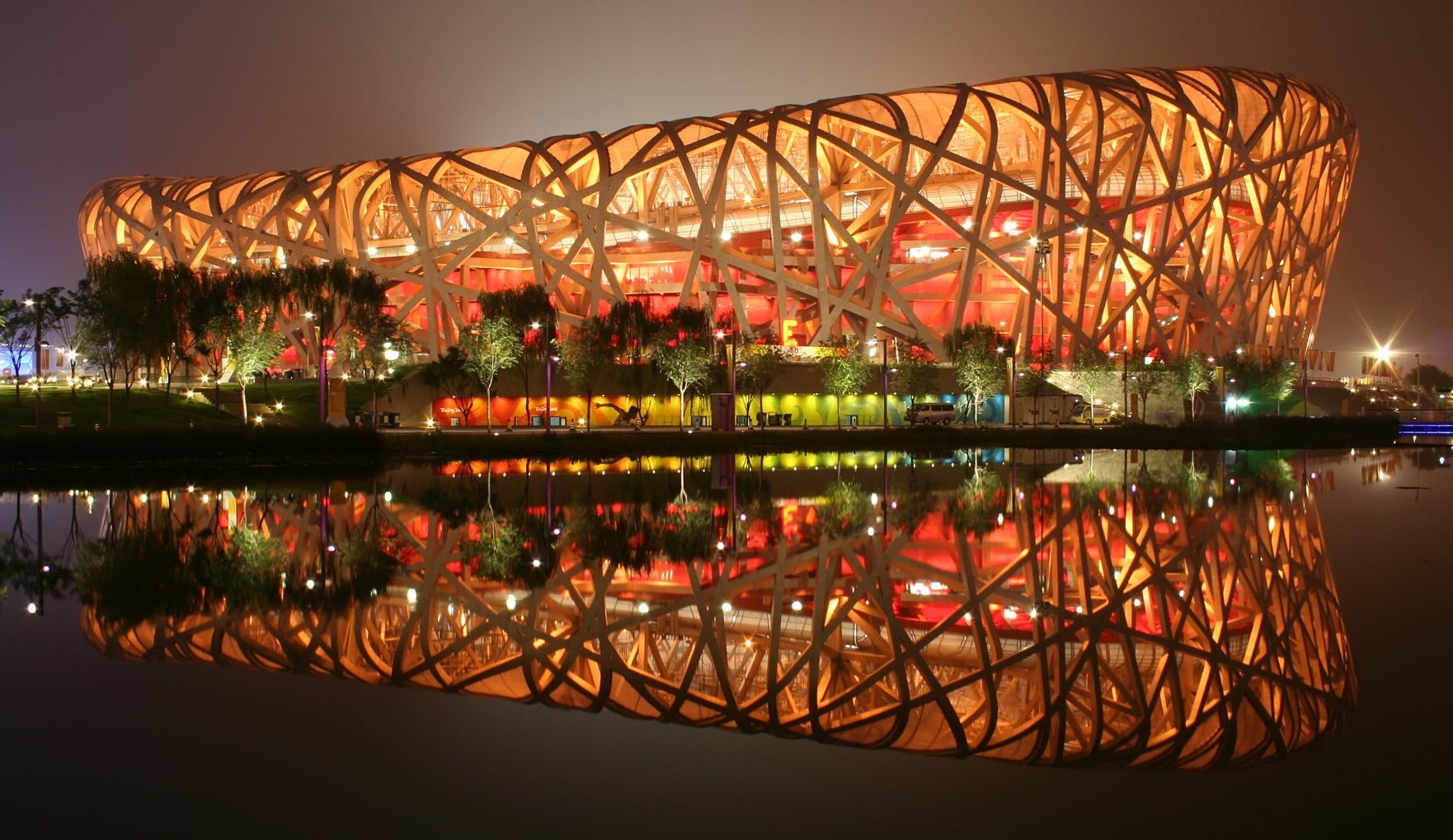
Austragungsort: Olympiastadion von Peking (2011)

Die Eröffnungsfeier der XXIV. Olympischen Winterspiele (chinesisch: 2022年冬季奧林匹克運動會開幕式) in Peking fand am 4. Februar 2022 im Olympiastadion statt. Zusammen mit der Schlussfeier bildete sie die zeitliche Umrahmung der Olympischen Winterspiele.

## Bedeutung

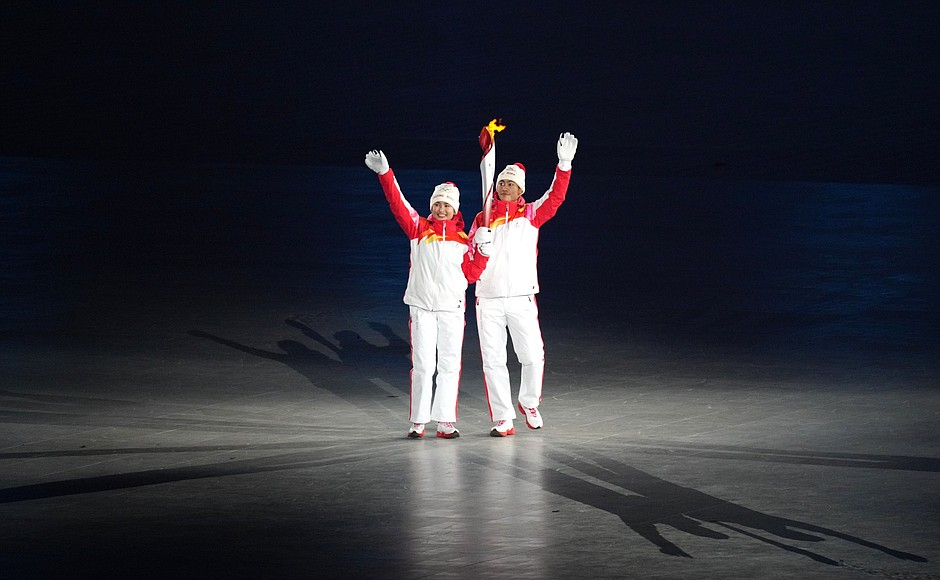
Dinigeer Yilamujiang und Zhao Jiawen entzündeten die olympische Flamme

Hauptbestandteil der Zeremonie war das Entzünden der olympischen Flamme gegen Ende der Veranstaltung. Die Langläuferin Dinigeer Yilamujiang und der Nordische Kombinierer Zhao Jiawen entzündeten die olympische Flamme um 22:15 Uhr Ortszeit (15:15 MEZ).
Am 20. Februar um 21:37 Uhr Ortszeit (14:37 Uhr MEZ) erlosch die Flamme zum Ende der Schlussfeier in Peking.

## Zeitplan
Die Zeremonie begann am 4. Februar 2022 um 20 Uhr Ortszeit (13 Uhr MEZ). Der Regisseur war Zhang Yimou, der bereits für die Eröffnungsfeier 2008, die ebenfalls in Peking stattfand, verantwortlich zeichnete. Auch die Schlussfeiern beider Spiele waren sein Werk.

## Zuschauer und Gäste

### Zuschauer
Aufgrund der COVID-19-Pandemie sollten zunächst nur einheimische Zuschauer für die Veranstaltung Eintrittskarten erhalten. Mitte Januar 2022 wurde jedoch entschieden, dass man auf einen freien Ticketverkauf verzichten wird, jedoch ausgewählte Zuschauergruppen für die Spiele eingeladen werden. 30.000 geladene zumeist offizielle Zuschauer wohnten der Zeremonie bei.

### Diplomatischer Boykott
Jen Psaki, die Sprecherin des US-Präsidenten Joe Biden, teilte als erste mit, dass die Vereinigten Staaten keine offiziellen Vertreter nach Peking entsenden werden. Begründet wurde der Schritt mit den anhaltenden Genoziden und Verstößen gegen Menschenrechte in Xinjiang sowie weiteren Menschenrechtsverletzungen. Man werde die US-Athleten jedoch 100-prozentig unterstützen und von zu Hause aus anfeuern.
Großbritanniens Premierminister Boris Johnson und Australiens Ministerpräsident Scott Morrison erklärten ebenfalls, keine Diplomaten zu den Spielen zu schicken. Auch Kanada schloss sich an. Neuseeland nahm die COVID-19-Pandemie zum Anlass, keine diplomatische Vertretung zu entsenden. Für alle gilt, dass ihre jeweiligen Athleten dennoch starten dürfen.
Neben dem chinesischen Präsidenten Xi Jinping nahmen die Staatsoberhäupter Wladimir Putin (Russland), Qassym-Schomart Toqajew (Kasachstan), Halimah Yacob (Singapur), Abd al-Fattah as-Sisi (Ägypten), Kronprinz Mohammed bin Salman (Saudi-Arabien), Imran Khan (Pakistan), König Norodom Sihamoni (Kambodscha), Prinzessin Maha Chakri Sirindhorn (Thailand), Fürst Albert II. (Monaco) sowie offizielle Vertreter aus Aserbaidschan, Tadschikistan, Turkmenistan, Usbekistan und Kirgistan an der Eröffnungsfeier teil, während westliche Staaten dieser weitgehend fern blieben. Die Eröffnungsfeier wurde daher vielfach als „Bankett der Autokraten“ kritisiert.

## Ablauf

### Inhalte
Thematisch sollte die Veranstaltung den Menschen die Kunst und Kultur Chinas nahe bringen. Es stand der Beginn des Chinesischen Frühlings im Vordergrund, der auf den Tag der Eröffnung fiel. Mit etwa 3000 Protagonisten waren weit weniger Menschen als noch 2008 Teil der Show. Diese wurde zudem coronabedingt auf weniger als 100 Minuten gekürzt.
Die traditionelle Eröffnungsformel wurde vom chinesischen Staatspräsidenten Xi Jinping gesprochen.

### Einmarsch der Nationen und Fahnenträger
Am 11. März 2020 wurde eine Regeländerung für Fahnenträger bekannt gegeben, die das IOC auf einer Sitzung seiner Exekutive in Lausanne in der Schweiz beschlossen hatte. Demnach dürfen bei Eröffnungsfeiern von Olympischen Spielen jeweils ein Starter und eine Starterin gemeinsam die Fahne ihrer Nation tragen.
Traditionell lief als erstes Team Griechenland ins Stadion ein. Danach folgte der Einmarsch der Nationen in alphabetischer Reihenfolge der Sprache der Gastgebernation. China ging als Gastgeber als letzte Nation den Weg ins Olympiastadion. Vor der chinesischen Mannschaft lief mit Italien der Ausrichter der folgenden Winterspiele 2026 ins Stadion ein.

## Olympischer Eid
Am 14. Juli 2021 wurde durch das IOC ein neuer olympischer Eid bekannt gegeben. Dieser wurde bei den Spielen von Tokio 2020 (23. Juli bis zum 8. August 2021) erstmals verwendet und wird in Peking erstmals bei Winterspielen gesprochen. Mit folgender weiterer Änderung soll ein Gleichgewicht der Geschlechter erreicht werden. Der Eid wird seit der Eröffnung der Spiele in Tokio von einem Athleten, einer Athletin, einem Trainer, einer Trainerin sowie einem Kampfrichter und einer Kampfrichterin gesprochen. Der neue Eid im Wortlaut:
„Im Namen der Athletinnen und Athleten“, „Im Namen aller Kampfrichterinnen und Kampfrichter“ oder „Im Namen aller Trainerinnen und Trainer und Offiziellen“. „Wir geloben, an diesen Olympischen Spielen teilzunehmen und die Regeln zu respektieren und einzuhalten, im Geiste des Fairplay, der Inklusion und der Gleichberechtigung. Gemeinsam stehen wir solidarisch und verpflichten uns zu einem Sport ohne Doping, ohne Betrug, ohne jegliche Form von Diskriminierung. Wir tun dies für die Ehre unserer Teams, in Respekt vor den Grundprinzipien des olympischen Geistes und um die Welt durch Sport zu einem besseren Ort zu machen.“

## Sonstiges
Das olympische Curlingturnier startete bereits zwei Tage vor dem offiziellen Beginn der Spiele und somit vor der Eröffnungsfeier. Auch das olympische Eishockeyturnier und Freestyle-Skiing begann bereits am Vortag. Anders wäre es nicht möglich gewesen, entsprechende Regenerationsphasen zu ermöglichen.

## TV-Übertragung
In Deutschland wurde die Eröffnungsfeier vom öffentlich-rechtlichen Sender ZDF live im Free-TV übertragen. in Österreich sendete der ORF live und frei empfangbar. In der Schweiz bot SRF Gleiches an. Auch Eurosport 1 übertrug die Veranstaltung live. Alle boten ebenfalls umfangreiche Online-Angebote.